# Raymundo Carvalho dos Santos
Raymundo Carvalho dos Santos (Rio de Janeiro, 23 de agosto de 1923) é um jogador de basquete brasileiro. 

## Carreira
Começou sua carreira no basquetebol em 1938, e foi campeão pelo Vasco da Gama em 1940 e 1946. Fez parte da equipe Flamengo, campeã carioca em 1951 e 1952. Integrou a seleção brasileira que participou dos Jogos Olímpicos de Verão de 1952 em Helsinque.